# Huawei MatePad T8
Huawei Matepad T8 — планшетний комп'ютер компанії Huawei. 
Планшет був представлений в Європі 6 травня 2020 року разом з іншими пристроями компанії: Wi-Fi роутером Huawei B535 та планшетом Huawei MatePad Pro.

## Зовнішній вигляд
Планшет має корпус виконаний з металу. 
Задня поверхня планшету має глянцеве покриття.
Пристрій має невеликі грані (4,9 мм) навколо екрану, який займає 76.7% передньої панелі, що у поєднанні із невисокою вартістю, робить його одним з найкращих бюджетних смартфонів 2021 року.
В Україні планшет представлений лише в синьому кольорі (Deepsea Blue).

## Апаратне забезпечення
Huawei Matepad T8 має 8-ядерний процесор MediaTek MT8768 з чотирма ядрами Cortex-A53 з частотою 2,0 ГГц та чотирма ядрами Cortex-A53 з частотою 1,5 ГГц.
Графічне ядро — PowerVR GE8320.
Внутрішня пам'ять може становити 16 ГБ або 32 ГБ, оперативна пам'ять — 2 ГБ. 
Пам'ять можна розширити завдяки карті пам'яті microSD (до 512 ГБ).
Huawei Matepad T8 має основну камеру 5 Мп (діафрагма f/2.2) із автофокусуванням та записуванням відео 1920 × 1080 пікселів. Додаткова камера 2 Мп із фіксованою фокусною відстанню.
Акумулятор незнімний Li-Pol місткістю 5100 мА·год, що вистачає на 12 годин роботи.

## Програмне забезпечення
Huawei Matepad T8 працює на операційній системі Android 10 з графічною оболонкою EMUI 10, але немає Google Play сервісів.
Huawei Matepad T8 підтримує такі стандарти зв'язку: 2G GSM, 3G WCDMA, 4G LTE.
Бездротові інтерфейси: WiFi 802.11 a/b/g/n/ac, dual-band, Wi-Fi Direct, hotspot, Bluetooth 5.0, A2DP, LE
Планшет підтримує навігаційні системи: GPS, A-GPS, ГЛОНАСС.
Роз'єми для заряджання microUSB 2.0, USB On-The-Go. Вбудоване FM-радіо та NFC відсутні.